# CC2D1A
CC2D1A‏ (Coiled-coil and C2 domain containing 1A) هوَ بروتين يُشَفر بواسطة جين CC2D1A في الإنسان.